# Cortes de Barcelona (1529)
Las Cortes de Barcelona de 1529 fueron presididas por el rey Carlos I. Tuvieron lugar entre el 5 de abril y el 5 de julio de 1529. 
El reinado de Carlos I se caracterizó por un coste muy alto en mantener al imperio, con el consiguiente agotamiento económico. Los principales motivos eran: las hostilidades con Francia por el interés del rey Francisco I de Francia sobre la península itálica, la defensa frente a las agresiones turcas en el Mediterráneo y el mantenimiento del Imperio Germánico que era codiciado por los príncipes alemanes.
En febrero de 1528 se anunció una declaración de guerra por parte del rey francés, y Carlos I se apresuró a convocar Cortes en Barcelona. Las pretensiones de la Generalidad de Cataluña consistían en el refuerzo de la jurisdicción de la institución respecto a los municipios, los barones y los soldados. También deseaba la ampliación y profesionalización de su personal e incremental el poder sobre el comercio exterior, principal fuente de ingresos. Sin embargo, en este último punto, el compromiso firmado entre el rey y Andrea Doria el 29 de diciembre de 1528 limitaba las posibilidades institucionales. 
Lejos de antender las peticiones de la Generalidad, los diputados consideraban que esta constituía una mala gestión y favorecía los intereses de las clases dirigentes.
La pésima situación de la economía hacía prever que la Generalidad tendría que hacer un fogaje para poder atender el donativo real. Se introdujo una novedad al cambiar la fórmula de recaptación basada en el nombre de personas, por una de progresiva en función de las capacidades económicas.